# Albrecht van Beieren (1905-1996)

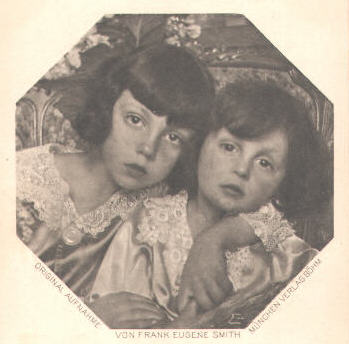
Albrecht (rechts) en Luitpold van Beieren

Albrecht Luitpold Ferdinand Michael Prinz von Bayern (München, 3 mei 1905 - Slot Berg, Starnberg, 8 juli 1996) was een zoon van Rupprecht, de laatste kroonprins van Beieren, en hertogin Marie Gabriëlle in Beieren. Zijn grootvader was koning Lodewijk III, de laatste koning van Beieren.
Hij trouwde op 3 september 1930 in Berchtesgaden met gravin Maria Franziska Juliana Johanna Drašković von Trakošćan (Wenen, 8 maart 1904 - Kreuth, 10 juni 1969), met wie hij vier kinderen kreeg, onder wie:
- Frans (München, 14 juli 1933), erfopvolger familie Wittelsbach (vroegere koningshuis Beieren)
- Max Emanuel (München, 21 januari 1937), getrouwd met Elisabeth Christina Douglas (1940).

Hij trouwde, twee jaar na de dood van zijn eerste vrouw, op 21 april 1971 in Weiselboden met gravin Marie-Jenke Clara Clementine Antonia Stephanie Walburga Paula Keglevich von Buzin (1921-1983); in 1983 overleed zij bij een auto-ongeluk.
Hij is begraven in de abdij van Andechs.
- Gemeinsame Normdatei: 115612807
- International Standard Name Identifier: 0000 0001 0947 3021
- Library of Congress Control Number: no2011159523
- Virtual International Authority File: 745995
- WorldCat: E39PBJhRM4yWq7bWFK4tbMdYT3